# 타이거일렉
타이거일렉(Tiger Elec Co., Ltd.)는 대한민국의 반도체 검사용 PCB 기업이다. 본사는 인천광역시 남구 염전로187번길 33에 위치해 있으며 대표이사는 이경섭이다.

## 제품
Rigid PCB 반도체 검사공정에서 사용되는 고다층, 고밀도 PCB를 생산한다

## 상장
2015년 9월 25일 공모가 6,000원에 상장하였다.       

## 참고문헌
1. ↑  박성순, 한국IR협의회 기업리서치센터-타이거일렉, 2024-01-24[깨진 링크(과거 내용 찾기)]
2. ↑  타이거일렉, 삼성전기 국내 최초 게임체인저 FC-BGA 양산 속 PCB 관련주 부각, fn뉴스, 2022-07-18